# Ancistrus mattogrossensis
Az Ancistrus mattogrossensis a sugarasúszójú halak (Actinopterygii) osztályának harcsaalakúak (Siluriformes) rendjébe, ezen belül a tepsifejűharcsa-félék (Loricariidae) családjába tartozó faj.

## Előfordulása
Az Ancistrus mattogrossensis Dél-Amerikában fordul elő. Brazília egyik endemikus harcsafaja.

## Életmódja
A trópusi édesvizeket kedveli. Mint a többi Ancistrus-faj, a víz fenekén él és keresi meg a táplálékát.
Igen keveset tudunk erről a halfajról.